# Vargem Grande do Rio Pardo
Vargem Grande do Rio Pardo este un oraș în Minas Gerais (MG), Brazilia.